# Yuba County
Yuba County är ett county i den centrala delen av delstaten Kalifornien i USA. År 2010 hade Yuba totalt 72 155 invånare. Den administrativa huvudorten (county seat) är Marysville. Yuba County grundades år 1850.

## Geografi
Enligt United States Census Bureau så har countyt en total area på 1 667 km². 1 634 km² av den arean är land och 34 km² är vatten.

### Angränsande countyn
- Placer County, Kalifornien - syd
- Sutter County, Kalifornien - väster
- Butte County, Kalifornien - nord
- Plumas County, Kalifornien - nordost
- Sierra County, Kalifornien - nordost
- Nevada County, Kalifornien - öst